# Dir en grey
Dir en grey是一支成立於1997年的日本搖滾樂團。自1999年樂團出道以來，曲風不斷轉變，而難以歸類於單一的音樂類型。他們最初以視覺系的形象出道，但近年已大幅減少視覺系的華麗裝扮。
 Dir en grey 已在亞洲、歐洲和北美等地區舉辦巡迴演唱，美國《告示牌》雜誌形容他們「用音樂超越了語言的阻礙」、「以非英文的歌詞獲得許多外國歌迷的支持」。

## 團名
Dir是德語中的「你」的與格；en是法語中的「在」；grey是英語中的「灰色」。合起來的意義近似「你在灰暗中」。根據吉他手薰表示，會選擇Dir en grey當團名是因為「聽起來不錯」，並且由不同語言組成，跟其他團名相比下，比較不容易被局限於某一個特定的形象當中。
°中文團名有時稱作「灰色銀幣」，為現今歌迷俱樂部會刊的名稱，但非正式的中文翻譯。

## 團員
與其他許多的日本樂團一樣，Dir en grey的團員的稱呼是來自於本身的原名或是藝名。京（Kyo）與薰（Kaoru）是使用漢字而非羅馬拼音。
- 京：主唱、作詞
- 薰（團長）：吉他手、和聲
- Die：吉他手、和聲
- Toshiya：貝斯手、和聲
- Shinya：鼓手

°薰與Die都有使用過木吉他及電吉他。

## 歷史

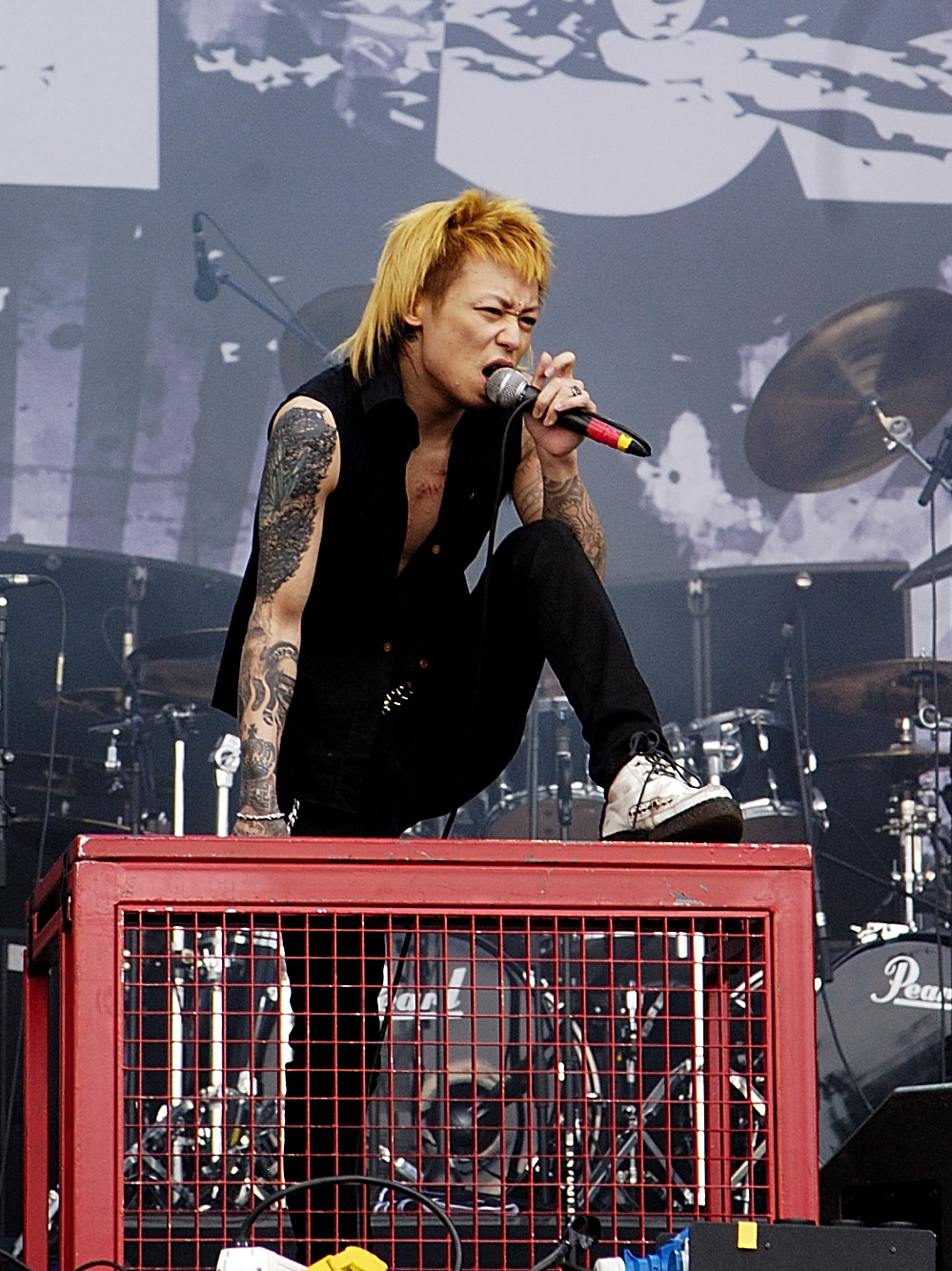
京在2006「Rock im Park」的表演

### 1997–1999：早期
Dir en grey的前身是地下樂團La:Sadie's，現任團員中有四人來自此樂團。1997年，La:Sadie's成員京、薰、Die、Shinya與新加入的貝斯手Toshiya組成Dir en grey。 在數個月後，他們發行了第一張 EP《Missa》。
1998年，仍處於獨立樂界的Dir en grey發行的兩張單曲《Jealous》和《-I'll-》，成功進入Oricon 排行榜前十名，而引起主流市場的注意。 1999年上半，登上主流的Dir en grey，在X Japan團長Yoshiki的協助下，迅速發行五張單曲，並緊接著推出了第一張原創專輯《Gauze》。之後發行了現場錄影帶及 DVD《1999年12月18日大阪城ホール》。

### 2000–2004：從《Macabre》到《Vulgar》
2000年，主唱京因為聽力問題而住院，影響到了接下來為新專輯《Macabre》暖身的演唱會。2001年4月，新專輯的巡迴演唱「Tour 00 >> 01 Macabre」在日本武道館結束。
2002年1月底，發行了第三張專輯《鬼葬》。同年，他們前往上海、香港、台灣、南韓等地展開第一次的海外巡演。 回到日本後，發行迷你專輯《Six Ugly》。從2003年6月30日到7月5號，Dir en grey在赤坂BLITZ 展開了五場演唱會「BLITZ 5DAYS」，這次演唱會的 DVD 只發行給官方歌迷俱樂部「A Knot」。第四張專輯《Vulgar》在2003年9月發行，隨後的巡迴演唱持續到2004年。

### 2005–2006：前進歐洲

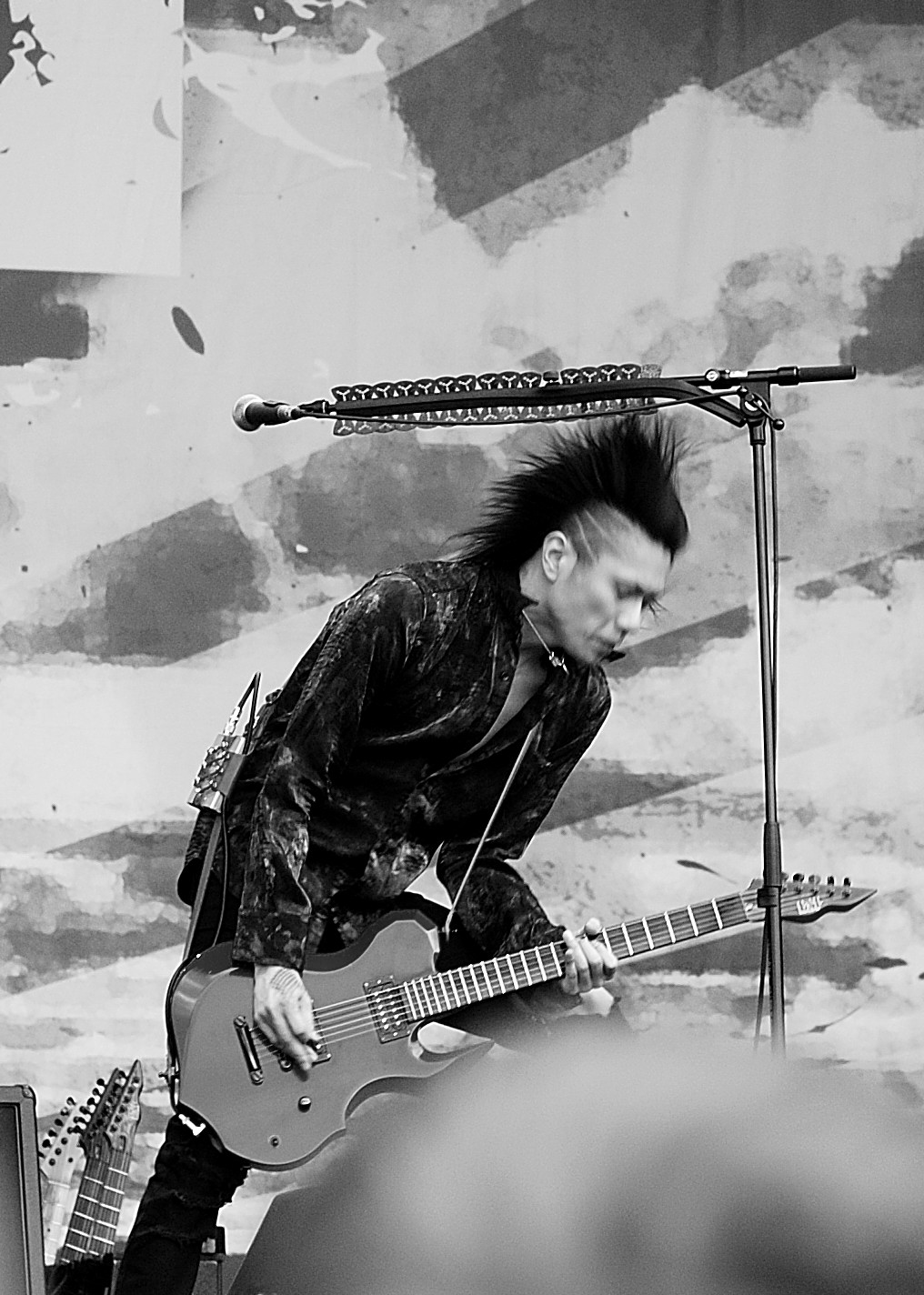
Die 在2006「Rock im Park」的表演

2005年，Dir en grey第一次前往歐洲表演。柏林及巴黎的演唱會在未經宣傳下，門票就銷售一空。 他們也接連參與德國「Rock am Ring」與「Rock im Park」兩個大型音樂季的演出。隨著國際知名度不斷上升，他們邀請了法國樂團 Eths 擔任巴黎演唱會的開場樂團，還邀請了美國音樂家 Wednesday 13 與他的樂團前往日本表演。Dir en grey也參加了「Taste of Chaos」在日本的表演。
2005年發行的第五張專輯《Withering to death.》，是第一張在歐洲發行的專輯。在這之前，亞洲以外的歌迷只能透過進口或是網路檔案分享的方式才能取得他們的音樂。這張專輯也登上了芬蘭專輯榜第31名。之後的單曲《Clever Sleazoid》登上芬蘭單曲榜第15名。 樂團的許多歌曲被收錄在2005年的電影《棺材的傳說》（Death Trance）電影原聲帶中。
2006年，樂團前進美國，參加德州奧斯汀的「South by Southwest」音樂季，並在紐約的 Avalon Club、洛杉磯的 Wiltern Theatre 舉辦演唱會，演唱會門票再度銷售一空。 《告示牌》雜誌評論Dir en grey「在美國的前三場表演後，他們激起了瘋狂的迴響。」 同年夏天，在德國舉辦多場演唱會之後，主唱京因聲帶發炎再度住院，在日本的兩場演唱會因此延期，不過他們依然趕上了崆樂團舉辦的「Family Values Tour」。 10月，樂團回到日本，與麥加帝斯、超級殺手、死神之子等樂團一同參加「Loudpark Festival」。 他們的第22張單曲《Agitated Screams of Maggots》在11月15日發行。12月30日，《朔-saku-》的音樂錄影帶在 MTV2 的《Headbanger's Ball》節目中被票選為年度音樂錄影帶第一名。

### 2007- 2008：《The Marrow of a Bone》與《Uroboros》
2月，Dir en grey在全美17座城市，展開第一次的北美巡演。 2月7日，第六張專輯《The Marrow of a Bone》在日本發行，專輯稍後於歐洲與美國發行。從5月到7月，他們擔任盲音樂團（Deftones）美國巡演的開場樂團。 8月，他們首次在丹麥、芬蘭、波蘭、瑞典與英國演出，也參加了「Ankkarock」、「M'era Luna Festival」和「Wacken Open Air」等音樂季。
9月，他們以新單曲《Dozing Green》之名在日本及歐洲舉辦巡迴演唱，並首次前往荷蘭和瑞士。 11月底，樂團擔任聯合公園在埼玉超級競技場 的開場嘉賓。12月，他們舉辦另一次的日本巡演，暖場樂團是十年樂團（10 Years）。 為了紀念樂團成立十周年，在12月19日發行了兩張精選輯，分別是《Decade 1998-2002》與《Decade 2003-2007》。
2008年年初，Dir en grey開始籌備新專輯《Uroboros》。 5月，他們展開2008年第一次的巡迴演唱「DEATH OVER BLINDNESS」，最後在新木場STUDIO COAST連開三場演唱會作為結束。 他們在5月4日與 X Japan、月之海等樂團，參加了 X Japan 吉他手 hide 逝世十周年的紀念演唱會「Hide Memorial Summit」。 樂團在官網公布「Tour 08 The Rose Trims Again」將從9月10日開始，這一天也是新單曲《Glass Skin》的發售日。
8月1日，樂團宣布他們的第七張錄音室專輯《Uroboros》 ，預計分別在在2008年11月11日與11月12日在北美與日本發行。他們將在美國與加拿大展開新專輯的巡迴演唱， 時間約在發行日前後。 開場樂團將由The Human Abstract擔任。秋天將舉行四場名為「Bajra」的演唱會，其中兩場將只開放給歌迷俱樂部會員。12月29日將在知名的「大阪城大會堂」（大阪城ホール）舉辦名為「Uroboros -Breathing-」的演唱會，這也是他們自1999年12月18日|The Human Abstract]]擔任。秋天將舉行四場名為「Bajra」的演唱會，其中兩場將只開放給歌迷俱樂部會員。12月29日將在知名的「大阪城大會堂」（大阪城ホール）舉辦名為「Uroboros -Breathing-」的演唱會，這也是他們自1999年12月18日]]以來，首度回到這裡演唱。
《UROBOROS》登上告示牌專輯榜114名，這是Dir en grey第一次進榜。另外，還分別登上告示牌「Top Heatseekers」冠軍和「獨立專輯榜」第9名， 成為Dir en grey的新紀錄。
《Dozing Green》在MTV2的《Headbanger's Ball》節目中，被票選為2008年金屬音樂錄影帶第一名。

### 2009- 2011：《Dum Spiro Spero》
2009年年初，Dir en grey將在英國和愛爾蘭舉行第一次巡迴，並將參加《Kerrang!》所舉辦的「Relentless Tour '09」。2月，樂團宣布將發行新現場DVD《Tour 08 The Rose Trims Again》，並與 Gan-Shin 的姊妹公司 Okami Records 簽下歐洲唱片合約。
2009年春季，樂團在日本展開「Tour 09 Feast of V Senses」巡迴。巡迴期間因京喉腫而兩度中斷，五場演出因此延至五月月初。
Dir en grey於歐洲巡迴時參加數場音樂季，還與終極殺戮樂團一同擔任壓軸演出。音樂季包括有「Rock am Ring」、「Rock im Park」「Download Festival」、「Nova Rock」和「Metaltown」。另外他們也首度前往義大利與捷克演唱。
在夏季巡迴「All Visible Things」結束後，樂團宣布將在12月推出新單曲《激しさと、この胸の中で絡み付いた灼熱の闇》，並在北美與南美舉行「All Visible Things」巡迴演唱會。
2011年3月11日的東日本大地震，地震發生時，DIR EN GREY正在東京錄製新專輯。
2011年8月3日，第八張專輯《Dum Spiro Spero》在日本和歐洲發行。

### 2015
4月1日發行music clip《Average Sorrow》，舉行「TOUR15 THE UNSTOPPABLE LIFE」。5月17日開始進行歐洲巡迴。
6月27日參加LUNA SEA主辦的「LUNATIC FEST.」，並與SUGIZO共演。
9月2日發行《Average Sorrow2》，9月10日進行「TOUR15 NEVER FREE FROM THE AWAKENING」日本巡迴。
10月18日來台參加在台北圓山花博舉行的搖滾辦桌音樂節。

### 2016
2月5日、6日舉行睽違兩年的武道館公演「ARCHE」
6月3日開始舉行以『VULGAR』為主題的巡迴「TOUR16-17 FROM DEPRESSION TO________ [mode of VULGAR]」
7月27日發行單曲<詩踏み>
9月8日開始舉行以『DUM SPIRO SPERO』為題的「TOUR16-17 FROM DEPRESSION TO________ [mode of DUM SPIRO SPERO]」，其中包含台灣兩日單獨公演
10月28日開始舉行以『鬼葬』為題的「TOUR16-17 FROM DEPRESSION TO________ [mode of 鬼葬]」，包含香港公演

## 音樂風格與題材

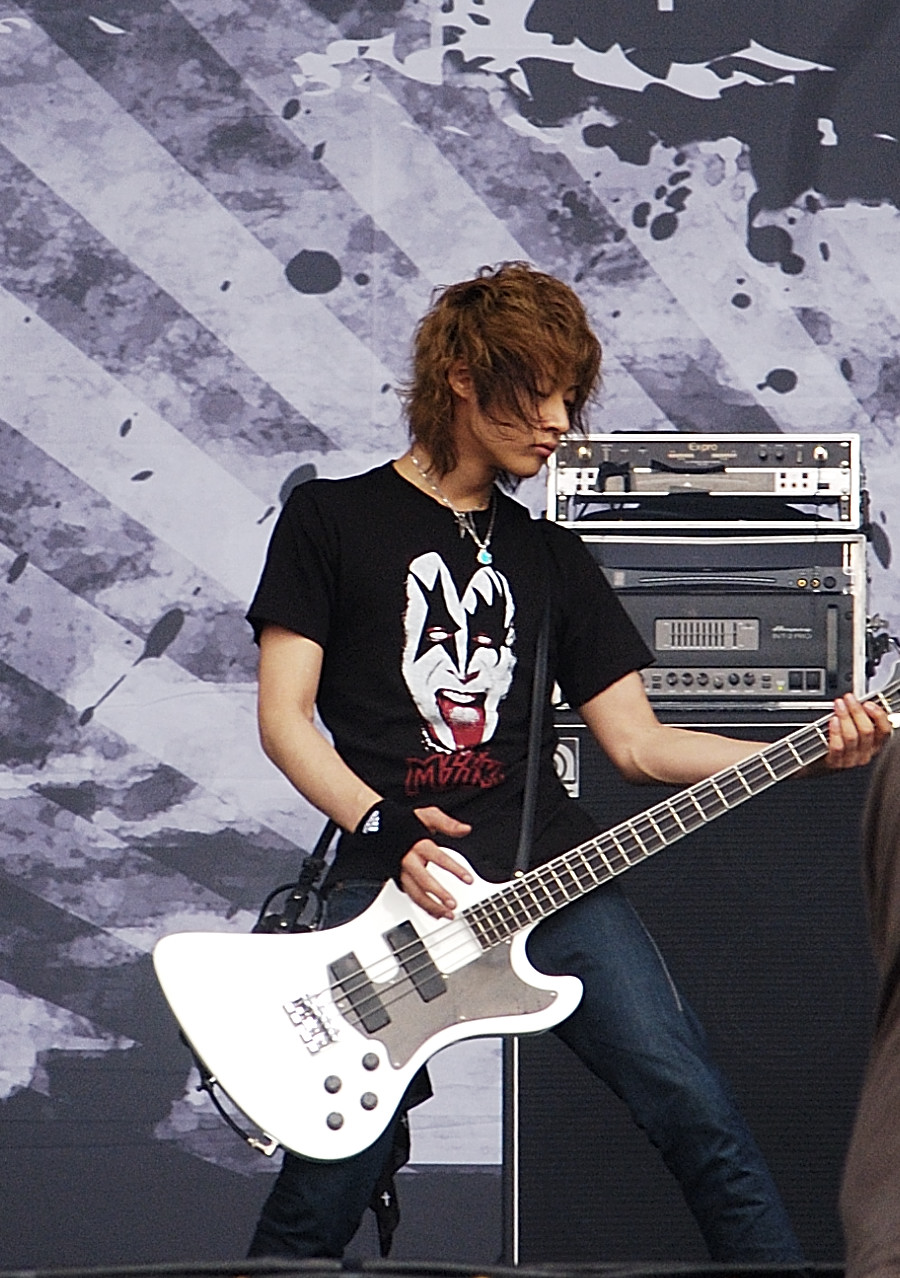
Toshiya 在2006「Rock im Park」的表演

Dir en grey最初是帶有實驗性質的硬搖滾。首張專輯《Gauze》中有一些帶有流行搖滾曲風的歌曲，但在之後的《Macabre》及《鬼葬》兩張專輯則被更有前衛性質的歌曲取代。在這時候，有些歌曲已經變得較為快速，生硬、激進。他們的音樂在發行迷你專輯《Six Ugly》之後有著明顯的轉變，歌曲受到了金屬的影響。從這時候開始，音樂風格開始強調 riff 與曲式結構，走向北美當代的混合曲風，像是新金屬和金屬核。但是他們的專輯《Uroboros》又回到早期充滿實驗及東方色彩的曲風。《Uroboros》發行後，Dir en grey開始被定義為前衛金屬樂團。Allmusic評論家在第六張專輯《The Marrow of a Bone》的樂評中，針對他們的進化與多樣性表示：
|                        | 他們的音樂曲風已走向美國金屬及新金屬（他們曾參加崆樂團在北美舉行的「Family Values tour」），並加入其他聲音和音樂元素，讓他們不僅做出屬於自己的音樂，而且所有音樂都會被他們融入進自己的音樂之中。 |
| ——Thom Jurek, Allmusic | |

京的演唱被視為樂團的中樞，其獨特的聲線、聲音的廣度及多變已受到肯定，包括「嘶吼、低吟、乾淨俐落的表達情感、哭喊、尖叫、咆哮、怒吼、抑或是接近非人類的聲音等等」，並將他與先鋒音樂家Mike Patton相比。 在《Uroboros》的樂評中，Sputnik Music針對京的歌聲表示：「我懷疑有人能在任何曲風中，找到一位比京的歌聲更多變的歌手。」 所有歌詞都是由主唱京所包辦，歌詞主題包括有社會、大眾媒體、戰爭、性上癮和愛情，通常帶有負面含義。京在歌詞中使用多樣化的字彙，有的字詞隱晦神秘，有些則明確露骨。許多歌曲大量使用了雙關語和隱喻，且經常運用多義的日文漢字。

## 作品列表

### 迷你專輯
- 《MISSA》 1997.07.25
- 《six Ugly》 2002.07.31
- 《THE UNRAVELING》2013.04.03

### 混音專輯
- 《改-KAI-》2001.08.22

### 精選輯
- 《DECADE1998-2002》 2007.12.19
- 《DECADE2003-2007》 2007.12.19
- 《VESTIGE OF SCRATCHES》 2018.1.2

### 專輯
- 《Gauze》 1999.07.28
- 《Macabre》 2000.09.20
- 《鬼葬》 2002.01.30
- 《Vulgar》 2003.09.10
- 《Withering to death.》2005.03.09
- 《THE MARROW OF A BONE》 2007.02.07
- 《UROBOROS》 2008.11.12
- 《DUM SPIRO SPERO》 2011.08.03
- 《UROBOROS [Remastered & Expanded]》2012.01.11
- 《ARCHE》 2014.12.10
- 《The Insulated World》 2018.09.26
- 《PHALARIS》 2022.06.15

### 單曲
- 《JEALOUS》1998.05.10
- 《-I'll-》1998.08.12
- 《アクロの丘》1999.01.20
- 《残-ZAN-》1999.01.20
- 《ゆらめき》1999.01.20
- 《Cage》1999.05.26
- 《予感》1999.07.14
- 《脈》2000.02.16
- 《【KR】cube 》2000.06.07
- 《太陽の碧》2000.07.26
- 《ain't afraid to die》2001.04.18
- 《FILTH》2001.09.12
- 《JESSICA》2001.11.14
- 《embryo》2001.12.19
- 《Child prey》2002.07.31
- 《DRAIN AWAY》2003.01.22
- 《かすみ》2003.04.23
- 《THE FINAL》2004.03.17
- 《朔-saku-》2004.07.14
- 《CLEVER SLEAZOID》2005.09.21
- 《凌辱の雨》2006.07.26
- 《Agitated Screams of Maggots》2006.11.15
- 《DOZING GREEN》2007.10.24
- 《GLASS SKIN》2008.09.10
- 《激しさと、この胸の中で絡み付いた灼熱の闇》2009.12.02
- 《LOTUS》2011.01.26
- 《DIFFERENT SENSE》2011.06.22
- 《輪郭》2012.12.19
- 《SUSTAIN THE UNTRUTH》2014.01.22
- 《詩踏み》2016.07.27
- 《人間を被る》2018.04.25
- 《The world of mercy》2019.09.18
- 《落ちた事のある空》2020.08.03
- 《朧》2021.04.28
- 《The Devil In Me》2024.04.24

### 演唱會
- 《妄想格外劇》1998.10.07 (VHS)
- 《1999年12月18日大阪城ホール》2000.02.16 (VHS)
- 《1999年12月18日大阪城ホール》2000.03.17 (DVD)
- 《TOUR 00>>01 MACABRE》2000.08.22 (DVD)
- 《列島激震行脚 FINAL 2003 5 Ugly KINGDOM》2003.05.21(DVD)
- 《TOUR04 THE CODE OF VULGAR[ism]》2004.10.06 (DVD)
- 《TOUR05 It Withers and Withers》2006.05.03 (DVD)
- 《A KNOT OF》2009.02.04 (DVD)
- 《TOUR08 THE ROSE TRIMS AGAIN》2009.04.29(DVD)
- 《UROBOROS -with the proof in the name of living...- AT NIPPON BUDOKAN》2009.10.28 (DVD)
- 《UROBOROS -with the proof in the name of living...- AT NIPPON BUDOKAN》Extended Cut 2012.01.11(Blu-ray)
- 《Documentary『TOUR2011 AGE QUOD AGIS Vol.1 [Europe & Japan]』》2012.06.20 (DVD&Blu-ray)
- 《Documentary『TOUR2011 AGE QUOD AGIS Vol.2 [U.S. & Japan]』》2012.07.18 (DVD&Blu-ray)
- 《Documentary『TOUR2012 IN SITU-TABULA RAS』》2013.09.25 (DVD&Blu-ray)
- 《Documentary DVD&Blu-ray『TOUR2013  GHOUL 』》2014.04.23 (DVD&Blu-ray)
- 《DUM SPIRO SPERO AT NIPPON BUDOKAN》2014.07.26 (DVD&Blu-ray)
- 《ARCHE AT NIPPON BUDOKAN》2016.06.29 (DVD&Blu-ray)
- 《LIVE COLLECTION Blu-ray & DVD 『FROM DEPRESSION TO ________ [mode of 16-17]』》2019.8.7 (DVD&Blu-ray)
- 《THE FINAL DAYS OF STUDIO COAST》2022.9.14 (DVD&Blu-ray)
- 《25th Anniversary TOUR22 FROM DEPRESSION TO ________》2023.7.5 (DVD&Blu-ray)

### 音樂錄影帶合輯
- 《「楓」～if trans･･･～》1998.01.15 (CRYSTAL VIDEO BOX)
- 《「楓」～if trans･･･～》1998.07.08 (VHS)
- 《妄想統覚劇》1998.10.07 (VHS)
- 《GAUZE-62045-》1999.11.17 (VHS)
- 《GAUZE-62045-》2000.04.19 (DVD)
- 《鬼門》2002.03.20 (DVD)
- 《AVERAGE FURY》2005.06.29 (DVD)
- 《AVERAGE PSYCHO》2005.07.27 (DVD)
- 《AVERAGE BLASPHEMY》2009.10.28 (DVD)
- 《Average Sorrow》2015.04.01 (DVD)
- 《AVERAGE PSYCHO 2 》2015.09.02 (DVD&Blu-ray)
- 《AVERAGE PSYCHO 3 》2022.03.30 (DVD&Blu-ray)

## 外部連結
- 官方網站
- Twitter (日文)（页面存档备份，存于）
- Twitter (英文)（页面存档备份，存于）
- facebook（页面存档备份，存于）
- Instagram（页面存档备份，存于）